# Мальбек
Мальбек (исп. Malbec), или Кот (фр. Côt) — технический (винный) сорт винограда, используемый для производства красных, розовых, белых, десертных и игристых вин. Общая площадь виноградников в мире составляет около 61000 га, из них около 40000 га — в Аргентине (где этот сорт является флагманским).
В начале XX века входил в число наиболее активно возделываемых сортов на юго-западе Франции, включая Бордо. После эпидемии филлоксеры и ряда лет с холодными зимами (в частности зимы 1956 года, когда погибло более 75% всех посадок во Франции), популярность его в Европе сильно снизилась.
Помимо Аргентины, мальбек продолжает культивироваться во французском аппеллясьоне Каор, где даёт более танинные, терпкие вина. Небольшие виноградники сохраняются в Бордо, Гаскони и долине Луары. Растут посадки мальбека в США и ряде других стран. Ежегодно 17 апреля отмечается Всемирный день мальбека.

## Происхождение
Кот относится к эколого-географической группе западноевропейских сортов винограда. Согласно исследованиям ДНК, проведённым группой французских специалистов под руководством Жана-Мишеля Бурсико, является результатом скрещивания сорта Прюнеляр (фр.) и безымянной лозы, обнаруженной в 1992 году в Бретани, в посёлке Сен-Сюльяк. Эта лоза, окрещённая Чёрной Магдаленой Шаранты (фр.), также является прародительницей популярного во всём мире сорта мерло.
Семейство сортов, к которому принадлежит кот (так называемые Cotoïdes (фр.)), весьма обширно и, помимо прюнеляра, вероятно, включает таннат. Ампелограф Ги Лавиньяк считает данные сорта исконными для Аквитании, где они могли культивироваться с античности. Возможно, древнейшим из группы является сорт негретт (фр.).

## Характеристика
Листья средние, слабоворонковидные или почти плоские с загнутыми к низу краями. Черешковая выемка широко открытая, сводчатая или лировидная. Цветок обоеполый. Грозди мелкие или средние, рыхлые, реже среднеплотные. Ягоды средние, округлые, тёмно-синие, почти черные, покрытые густым восковым налётом. Кожица средней толщины.
Урожайность нестабильная (вследствие склонности к осыпанию цветков) — 40-160 центнеров с гектара. Устойчивость к ложной мучнистой росе (грибковой болезни), к серой гнили и антракнозу слабая, к оидиуму — средняя. Сорт слабо поражается гроздевой листовёрткой. Неустойчив против зимних морозов, поздних весенних заморозков.
Исследования вин из сорта Мальбек разных лет урожая показали высокую чувствительность сорта к особенностям места произрастания и года урожая.

## Вина из мальбека

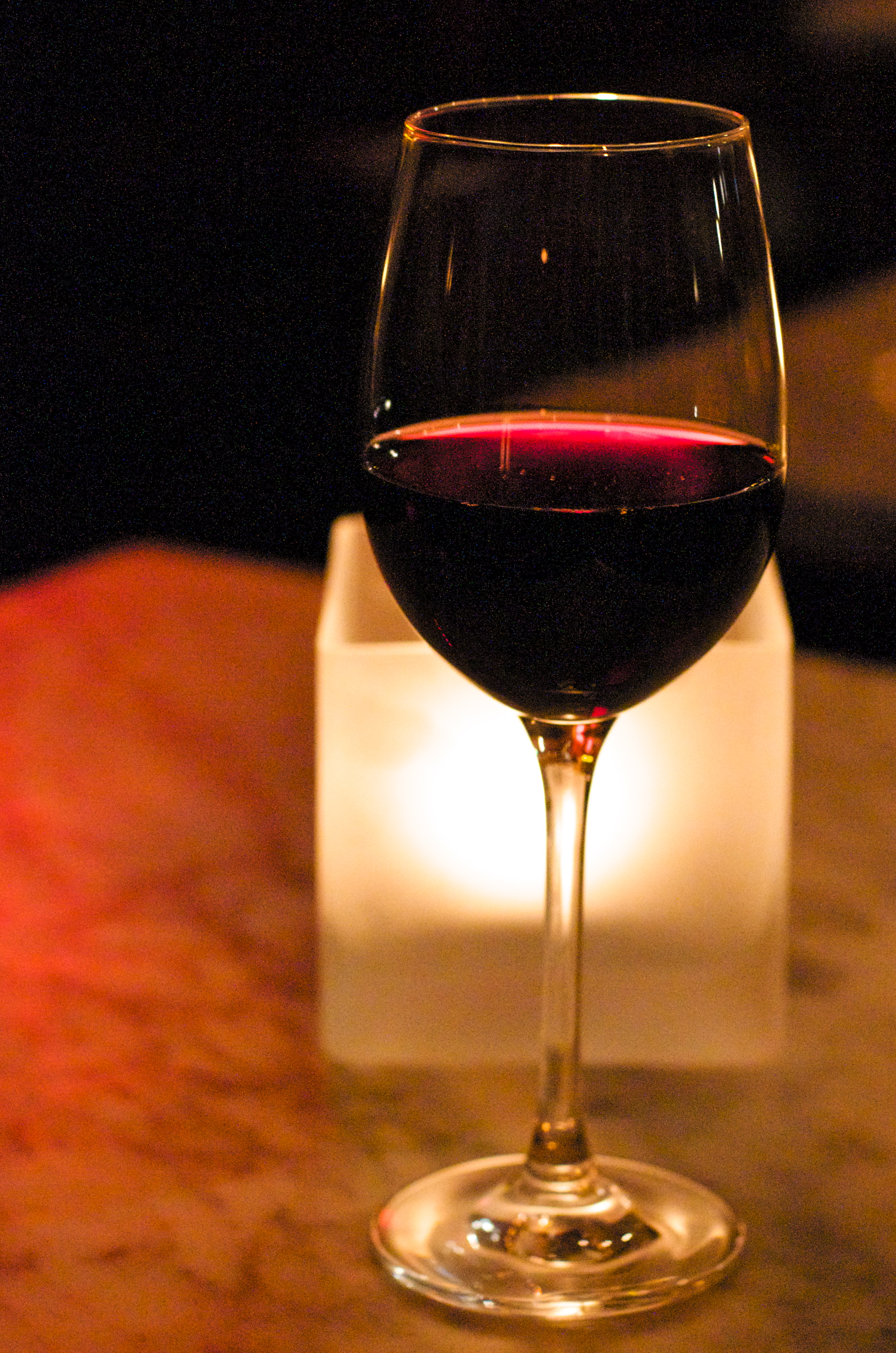
Вина из мальбека отличаются густым цветом

Мальбек, как правило, даёт полнотелые вина со средним или высоким уровнем танинов, обеспечивающим для некоторых вин потенциал к длительной выдержке. Такие вина обладают ароматом тёмных ягод (ежевика, черешня, голубика, красная слива), иногда сухофруктов (чернослив), часто пряными оттенками (гвоздика, душистый перец), а лучшие вина выигрывают от выдержки в дубовых бочках, приобретая округлую структуру и дополнительные ароматы, такие как тона табака, ванили, шоколада, какао-бобов и кондитерских пряностей.
В винах регионов Нового Света аромат более интенсивный, фруктовый, танины плотные, но бархатистые. Благодаря более высокой спелости и концентрации, вина имеют более высокий уровень содержания алкоголя, но и кислотность вин относительно ниже.
У вин Каора кислотность чувствительно выше. Французский мальбек более пикантный, терпкий, с четкими танинами и не такой яркой фруктовостью. У кагорских вин темнее цвет и, как правило, ниже содержания алкоголя. Для гармонизации кагорских вин рекомендуется их продолжительная выдержка — лучшие вина по рейтингам мировых критиков (от виноделен Châteaux du Cèdre, Château Lagrezette и Clos Triguedina) имеют выдержку от 12 до 24 месяцев в дубовых бочках.

## География

### Франция
Точное время появления сорта на виноградниках Франции не известно, хотя упоминания под современным именем встречаются уже с XVI века. Наиболее распространён мальбек (кот) на юго-западе страны, в окрестностях небольшого города Кагор (Каор). По состоянию на 2020 год мальбек занимает почти 80% площади данного аппеллясьона (5078 га); оставшуюся площадь делят между собой мерло и таннат. При «старом порядке» «чёрными винами» из Каора улучшали цвет и качество вин близкого к морскому побережью и, соответственно, более прохладного региона Бордо. Это привело к высадкам кота и в самом Бордо, который после Юго-Запада стал вторым регионом распространения сорта. В отличие от Бордо, Юго-Запад Франции периодически испытывал (начиная с XIII века) кризисы виноделия, что породило проблемы с качеством продукции и привело к тому, что местные вина проиграли конкуренцию за потребителя кларетам из Бордо.
В долине Луары мальбек (кот) включается в купажи с сортами каберне-фран и гамэ.  Начиная с 1971 года, когда по инициативе Жан-Люка Бальдеса появился аппелласьон Cahors, мальбек постепенно возвращает к себе интерес французов — как виноделов, так и потребителей. Успешный опыт возделывания сорта в Аргентине дополнительно усилил этот тренд: в течение 2019—2020 годов во Франции было высажено более 300 га мальбека.

### Аргентина
Мальбек в Аргентину в 1852 году завёз Мишель А. Пуже, французский агроном и инженер.  В рамках проекта адаптации французских лоз к местным условиям (которому покровительствовал президент Доминго Фаустино Сармьенто) мальбек был 17 апреля 1853 года одобрен властями региона Мендоса при поддержке губернатора Педро Паскуаля Сегуры. Соответственно, именно 17 апреля отмечается день мальбека.
В 1863 году нашествие филлоксеры уничтожило огромное количество виноградников во Франции, что привело к нескольким волнам эмиграции разорившихся и обедневших виноделов из Франции в другие страны. Постройка в 1882 году железной дороги от Буэнос-Айреса до Мендосы, основного на тот момент винодельческого региона Аргентины, привела к резкому притоку населения, увеличению объёмов производства вина и росту площадей посадок французских сортов, в том числе мальбека.
В течение более чем ста лет виноделие Аргентины обеспечивало полностью внутренние потребности страны в вине, однако экспорт был сравнительно невелик. Мальбек занимал весьма существенные площади — первые сохранившиеся официальные данные о посадках этого сорта, относящиеся к 1936 году, опубликованные Министерством по виноградарству и виноделию Аргентины, приводят цифры общих посадок лозы в стране в 90000 гектаров, из которых мальбек составлял более 60 % — 51771 га. Также возделывались пти-вердо, бонарда, семильон, каберне-совиньон и пино-нуар. Мальбек был настолько важен, что по воспоминаниям Родольфо Рейна Рутине, его даже не называли собственным именем, а говорили просто la uva francesa (что значит в переводе «французский виноград»).
Экономические кризисы начала 1980-х привели к вырубке части виноградников мальбека в пользу более урожайных и менее прихотливых сортов, в результате чего площадь сорта сократилась почти в 15 раз.
Новый всплеск интереса к сорту пришёлся на конец 1990-х, когда в Аргентину потянулись различные энологи и виноделы, первыми среди которых были Николя Катена, Пол Хоббс, Роберто Чипрессо. Будучи квалифицированными виноделами с современным образованием, они развернули производство вина под требования внешних рынков, в первую очередь США, обновили и начали активно использовать старые виноградники на собственных корнях (порой возрастом более сотни лет). Всё это привело к резкому улучшению качества аргентинских вин.
Значительную роль в популярности вин из мальбека сыграл один из известнейших мировых винных критиков — Роберт Паркер, который на пике своей популярности в 2003 году назвал мальбек самым недооцененным сортом красного винограда. Заодно предсказал, что стараниями аргентинских виноделов в скором времени он взойдет на вершину мировой популярности.
Популярность обернулась появлением востребованных на мировом рынке дорогих вин, что привело к закреплению за мальбеком титула флагманского сорта страны. В 2013 году для него был выбран специальный бокал, форма которого помогает винам максимально раскрывать фруктовые ароматы и полноту вкуса. 

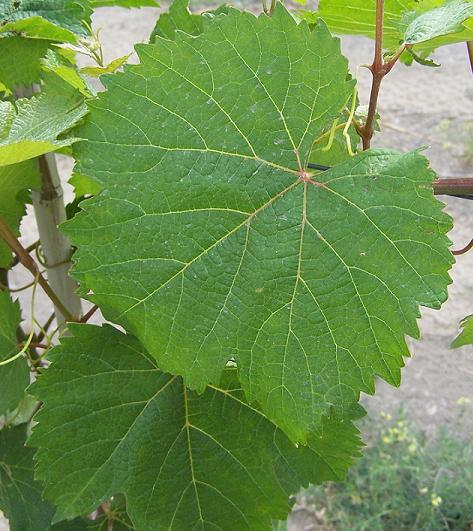
Лист мальбека

Основные регионы распространения мальбека в Аргентине:
- Мендоса — 86 % посадок мальбека, с 34 095 га
- Сан Хуан — 2 087 га
- Сальта — 1 130 га
- Патагония (провинции Неукен и Рио-Негро) — 994 га
- Ла-Риоха — 710 га.

В Аргентине в отношении виноделия действует система аппелласьонов DOC (контролируемые по происхождению наименования), регулируемая законом №25.163 от 1999 года.
Важным фактором развития популярности мальбека в Аргентине является расположение виноградников — большая часть посадок Мендосы сосредоточена на высотах около 1000 метров над уровнем моря. Самые высотные лозы Аргентины — в провинции Сальта: отдельные виноградники здесь лежат на высоте больше 3000 м н.у.м. Это одни из самых высоко расположенных виноградников мира. Благодаря разнице дневных и ночных температур цикл созревания винограда длится дольше, чем в тех же широтах при жарком климате. Это позволяет ягодам накопить больше ароматических веществ и сохранить необходимую для развития кислотность.

### Другие страны
В 2010-е годы мальбек переживает новую волну интереса и является одним из самых активно используемых в новых посадках виноградников во многих странах, прибавив более 25000 га общей площади в мире. Помимо Франции, Аргентины и США, его теперь культивируют в Чили, Швейцарии, северной Италии, Австралии, Новой Зеландии, Боливии, Мексике и Израиле.